# 関口豊三
関口 豊三（せきぐち とよぞう、1929年 - 2012年）は、日本の医学者、医師。

## 生涯
東京帝国大学医学部卒業。東京大学医学部助教授（放射線生物研究室）、国立がんセンター研究所放射線生物研究室長、財団法人河野臨床医学研究所副所長を歴任。
主婦の友新書として出版された著書「幸子」がテレビドラマ化され、1966年2月18日の近鉄金曜劇場としてゴールデンタイム（20時～20時56分）にJNN系列で放送された。
1984年、「哺乳動物再構成細胞による遺伝子発現の新たな制御機構、細胞質制御の分子生物学的アプローチとその医学的意義」で第21回ベルツ賞2等賞を受賞。この年の1等賞受賞者は、2018年にノーベル生理学・医学賞を受賞する本庶佑であった。
土質工学者で第12代千葉工業大学学長の小宮一仁は甥。